# Jost Werke

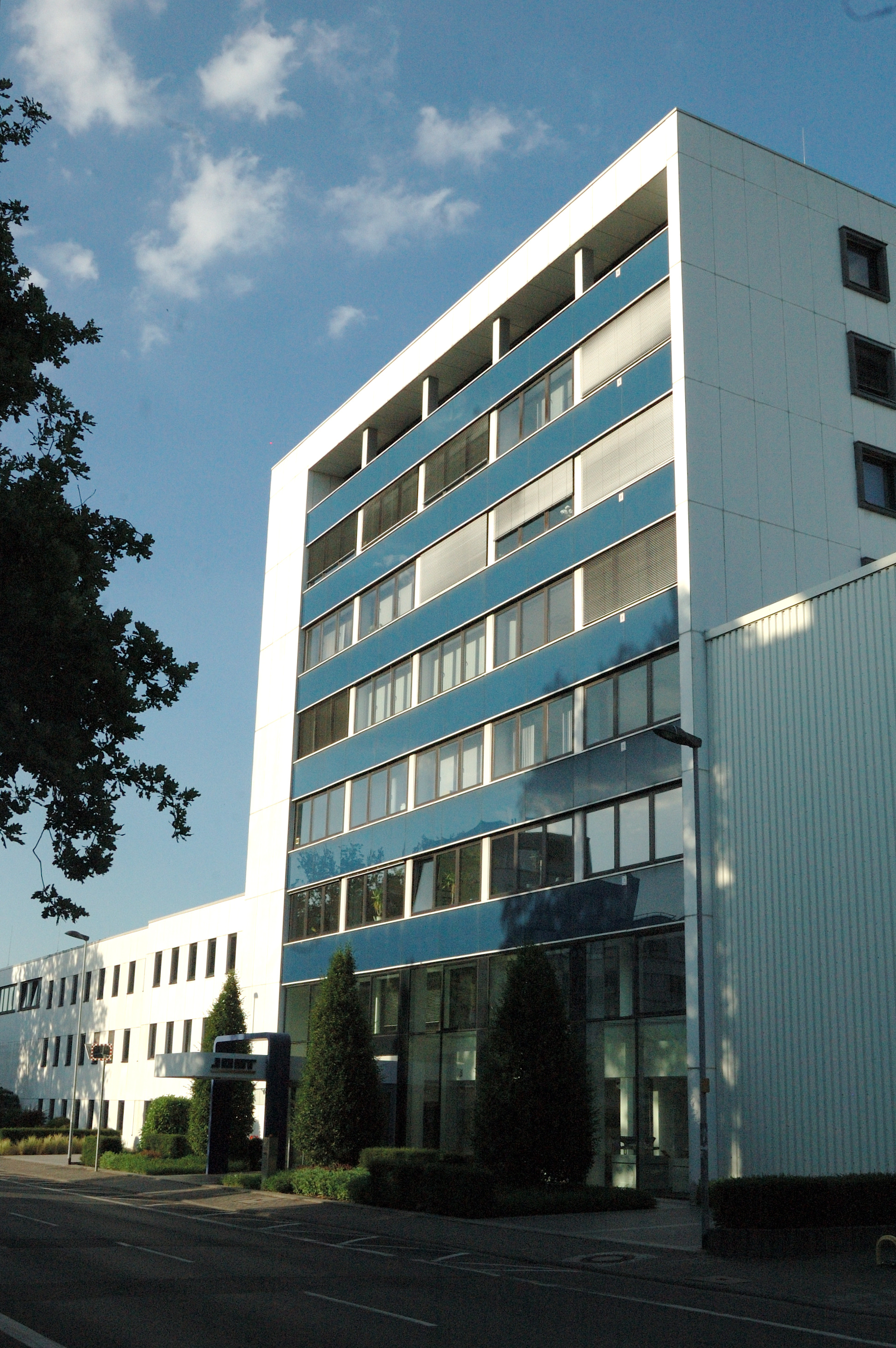
Sede a Neu-Isenburg

JOST è un costruttore tedesco di sistemi di sicurezza per veicoli commerciali. Dal 2017 è quotata in Borsa di Francoforte.

## Storia
Fondata nel 1952 come fabbrica per anelli per cuscinetti a sfere. Quattro anni dopo iniziò la produzione di ralle. Negli anni'60 aprì la produzione in Sudafrica. Nel 1980 venne aperta la fabbrica di Wolframs-Eschenbach. Nell'anno 2000 venne fondata la sede negli USA a Greeneville, Tennessee. 
Un anno dopo venne acquisita la società Rockinger. Nel 2008 la JOST venne acquisita dal Private Equity Cinven. Nel 2020 viene acquisita la società svedese Ålö Holding AB.

## Sedi
JOST ha sedi in oltre 20 paesi. In Germania ha sedi a Neu-Isenburg, Wolframs-Eschenbach e Waltershausen.